# Котора гаянський
Котора гаянський (Pyrrhura egregia) — вид папугоподібних птахів родини папугових (Psittacidae). Мешкає на Гвіанському нагір'ї.

## Опис
Довжина птаха становить 26 см, вага 75 г.  У представників номінативного підвиду голова сіра, шия, верхня частина тіла і крила зелені. Передній край крила і нижні покривні пера крил жовті, груди зелені, поцятковані коричневими і жовтувато-білими смугами. Центральна частина живота  і верхня сторона хвоста рудувато-коричневі, нижня сторона хвоста сіра. Очі карі, навколо очей кільця голої білої шкіри. Дзьоб роговий.

## Підвиди
Виділяють два підвиди:
- P. e. egregia (Sclater, PL, 1881) — тепуї на південному сході Венесуели (зокрема, Рорайма) і в сусідніх районах Гаяни;
- P. e. obscura Zimmer, JT & Phelps, 1946 — тепуї на півдні Венесуели і в сусідніх районах Бразилії.

## Поширення і екологія
Гаянські котори мешкають у Венесуелі, Гаяні і Бразилії. Вони живуть у вологих гірських тропічних лісах, на узліссях, в парках і садах. Зустрічаються зграями до 25 птахів, на висоті від 700 до 1800 м над рівнем моря. Живляться плодами.